# Symphonie no 2 de Hartmann
Adagio
Pour les articles homonymes, voir Symphonie no 2.
La Symphonie no 2 sous-titrée Adagio est une symphonie du compositeur allemand Karl Amadeus Hartmann. Composée en 1945-46, elle ne comporte qu'un seul mouvement marqué Adagio qui dure environ 15 minutes. Elle est écrite pour grand orchestre avec une importante partie de saxophone baryton.
Son thème cantabile donné par le saxophone, qui évoque une incantation indienne, conduit à un point culminant éclatant. La musique se présente comme une complainte pour une Allemagne bombardée et pour un peuple trompé et détruit bien avant 1939 par un homme incarnant le mal et porteur d'une idéologie immorale. L'œuvre évoque les villes bombardées, Berlin, Cologne, Francfort, Dresde et Leipzig, ainsi que les camps avec des corps nus décharnés dans des fosses. Le solo de saxophone semble dépeindre les personnes dans leur solitude face au mal.
Quelle honte et quel déshonneur se sont abattus sur l'Allemagne. Pourra-t-elle jamais être pardonnée ? Le monde entier regarde cette nation en état de choc. Cependant la guerre est finie. Hitler est mort. L'Allemagne est vaincue. Hartmann se réjouit dans l'espoir que le nazisme disparaîtra aussi. La musique traduit cette espérance chargée d'émotions.